# Stanisław Rączka
Stanisław Rączka (ur. 13 lipca 1893 w Nowym Sączu, zm. 2 kwietnia 1971 w Zawierciu) – polski kompozytor, dyrygent, nauczyciel.

## Życiorys
Uczęszczał do II Państwowego Gimnazjum Męskiego w Nowym Sączu, gdzie związał się z chórem prowadzonym przez Piotra Kosińskiego i zachęcony przez niego rozpoczął tworzenie kompozycji. W 1912 roku otrzymał wyróżnienie w konkursie „Lutni Krakowskiej”. W tym samym roku zdał maturę, następnie podjął studia polonistyczne na Wydziale Filologicznym Uniwersytetu Jagiellońskiego, które przerwał wybuch I wojny światowej. W czasie wojny służył w armii Austro-Węgier, po czym dostał się do niewoli rosyjskiej i przebywał w Saratowie i Moskwie, gdzie skomponował Modlitwę podczas bitwy. Po zakończeniu wojny na krótko osiadł w Nowym Sączu, tworząc wówczas 24 kompozycje, po czym odbył służbę w Wojsku Polskim. W lutym 1919 roku wrócił na studia, które ukończył w 1921 roku. Jednocześnie dokształcał się w Konserwatorium Muzycznym we Lwowie (pozytywnie zdany egzamin w 1927 roku). Po ukończeniu studiów podjął pracę jako nauczyciel języka polskiego i śpiewu w Prywatnym Gimnazjum im. Heleny Malczewskiej, a rok później – w Prywatnym Gimnazjum Męskim Towarzystwa „Szkoła Średnia”. W latach 1922–1934 był dyrygentem „Lutni” w Zawierciu. W latach 1926–1930 pracował jako dyrygent w Kieleckim Związku Stowarzyszeń Śpiewaczych. W 1927 roku nawiązał współpracę ze Związkiem Śląskich Kół Śpiewaczych, w ramach której m.in. komponował utwory o tematyce śląskiej i był jurorem konkursów. W 1929 roku dyrygował chórem 1500 śpiewaków z województwa kieleckiego na Wszechsłowiańskim Zjeździe Śpiewaczym. W 1935 roku został dyrektorem Gimnazjum i Liceum w Busku-Zdroju. Funkcję tę pełnił do rozpoczęcia II wojny światowej. W czasie wojny osiadł w Nowym Sączu, gdzie pracował w kamieniołomach i prowadził tajne nauczanie.
Po zakończeniu II wojny światowej początkowo zamieszkał w Busku-Zdroju, następnie uczył w szkole w Szczekocinach, a także był dyrektorem szkoły w Koziegłowach. W 1948 roku został dyrektorem Szkoły Ogólnokształcącej Męskiej Stopnia Podstawowego i Licealnego w Zawierciu; sprawował tę funkcję do 1950 roku. Następnie pracował jako nauczyciel śpiewu, muzyki i języka polskiego w Szkole Ogólnokształcącej Żeńskiej Stopnia Licealnego. W 1952 roku objął stanowisko dyrektora Liceum Ogólnokształcącego dla Pracujących. W 1959 roku utworzył w Zawierciu Towarzystwo Krzewienia Kultury, którego do 1961 roku był prezesem. 1 lipca 1966 roku przeszedł na emeryturę. Zmarł w 1971 roku. Został pochowany na cmentarzu rzymskokatolickim w Zawierciu.

## Działalność muzyczna
Skomponował około 400 pieśni chóralnych i 50 pieśni na fortepian, harmonium i organy, za które otrzymał łącznie 29 nagród. Był autorem 11 artykułów z zakresu pedagogiki i muzyki. Napisał także podręczniki:
- Nauka śpiewu (1926),
- Śpiewy i śpiewniki szkolne (1935),
- Podhale. Biblioteka pieśni regionalnych (1936),
- Śpiewanki szkolne (1937)[6].

## Odznaczenia
- Złoty Krzyż Zasługi[7]

## Upamiętnienie
W 1990 roku jego nazwiskiem nazwano jedną z ulic w Zawierciu. W 1995 roku ukazała się publikacja poświęcona Rączce, autorstwa Piotra Grzyba i Alicji Gruszki.